# وارن رو (باركشير)
وارن رو (بالإنجليزية: Warren Row)‏ هي قرية تقع في المملكة المتحدة في جنوب شرق إنجلترا.